# Izba Reprezentantów (Malta)
Izba Reprezentantów (ang. House of Representatives, malt. Kamra Tad-Deputati) – jednoizbowy organ ustawodawczy Malty.
Liczy 67 członków wybieranych na 5-letnią kadencję w wyborach powszechnych. Jedną z jego najważniejszych kompetencji jest wybór prezydenta.
Na czele Izby Reprezentantów stoi spiker, wybierany na pierwszym jej posiedzeniu. Obecnie funkcję tę pełni Angelo Farrugia.

## Miejsce obrad
W latach 1921–2015 miejsce obrad Parlamentu mieściło się w Pałacu Wielkiego Mistrza.
Obecnie Izba Reprezentantów ma swą siedzibę w Parliament House, obok głównego wejścia do Valletty. Nowy budynek miał swą inaugurację 4 maja 2015 roku.

## Zobacz także
- Lista przewodniczących parlamentu Malty